# Ricardo Chéu
Ricardo José Moutinho Chéu, meglio noto come Ricardo Chéu (Vila Nova de Foz Côa, 14 maggio 1981), è un allenatore di calcio portoghese, tecnico dell'Oliveirense.